# Bugaj (jezioro)
Bugaj – jezioro na Równinie Piotrkowskiej, położone w obrębie miasta Piotrków Trybunalski. Rzeka Wierzejka opływająca Piotrków od północy i wschodu, tworzy pomiędzy starymi drogami do miasta Sulejów i wsi Koło największy miejski zbiornik wodny nazywany jeziorem Bugaj.

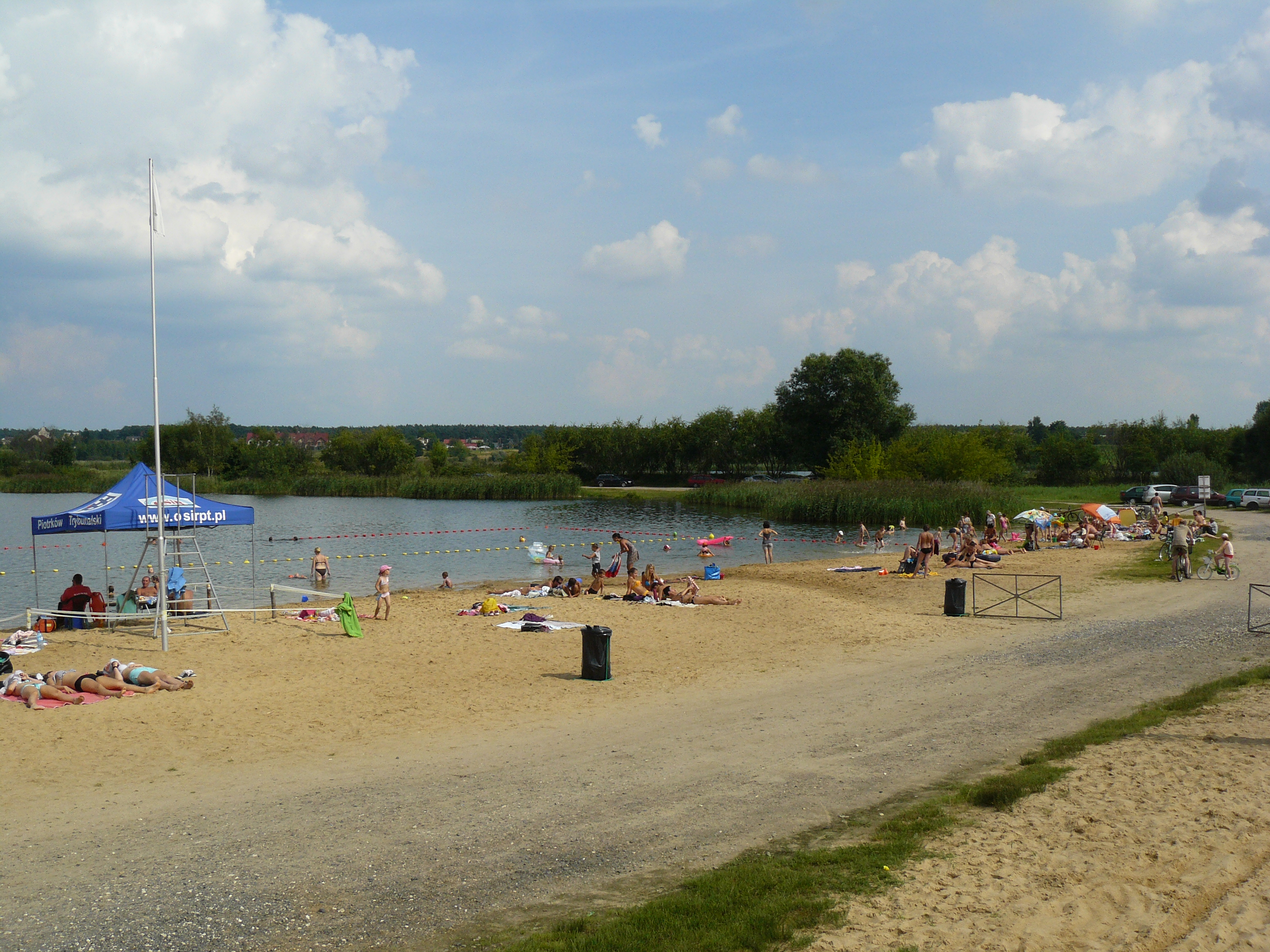
Miejskie kąpielisko Słoneczko nad jeziorem Bugaj w Piotrkowie Trybunalskim